# Ceiling (functie)
De functie ceiling  (soms ook ceilfunctie of ceil; Eng. ceiling = plafond) is een van de wiskundige functies waarmee een reëel getal op een specifieke wijze wordt afgerond op een geheel getal. Met de ceilingfunctie wordt een getal naar boven afgerond. De ceiling van het getal {\displaystyle x} wordt geschreven als {\displaystyle \lceil x\rceil \,}.

## Definitie
De ceiling {\displaystyle \lceil x\rceil } van een reëel getal {\displaystyle x} is het kleinste gehele getal dat groter of gelijk is aan {\displaystyle x}. Dus:
{\displaystyle \lceil x\rceil =\min \,\{n\in \mathbb {Z} \mid n\geq x\}}
Of anders geformuleerd:
{\displaystyle \lceil x\rceil \in \mathbb {Z} \quad } en {\displaystyle \quad x\leq \lceil x\rceil <x+1}
Dit houdt in dat
{\displaystyle \lceil x\rceil =k},
als voor het gehele getal {\displaystyle k} geldt:
{\displaystyle k-1<x\leq k}

## Voorbeelden
{\displaystyle \lceil 1\rceil =1}
{\displaystyle \lceil 1{,}25\rceil =2}
{\displaystyle \lceil 1{,}50\rceil =2}
{\displaystyle \lceil 1{,}75\rceil =2}
{\displaystyle \lceil 2\rceil =2}
{\displaystyle \lceil 2{,}25\rceil =3}
{\displaystyle \lceil -1\rceil =-1}
{\displaystyle \lceil -1{,}25\rceil =-1}

## Relaties met andere afrondingsfuncties
De ceilingfunctie staat in nauwe relatie tot de functies nint en floor.
Als {\displaystyle x\notin \mathbb {Z} }
{\displaystyle \lceil x\rceil =\operatorname {nint} (x+{\tfrac {1}{2}})=\lfloor x+1\rfloor }
Ook geldt:
{\displaystyle \lceil -x\rceil =-\lfloor x\rfloor }